# Gräberfeld von Li

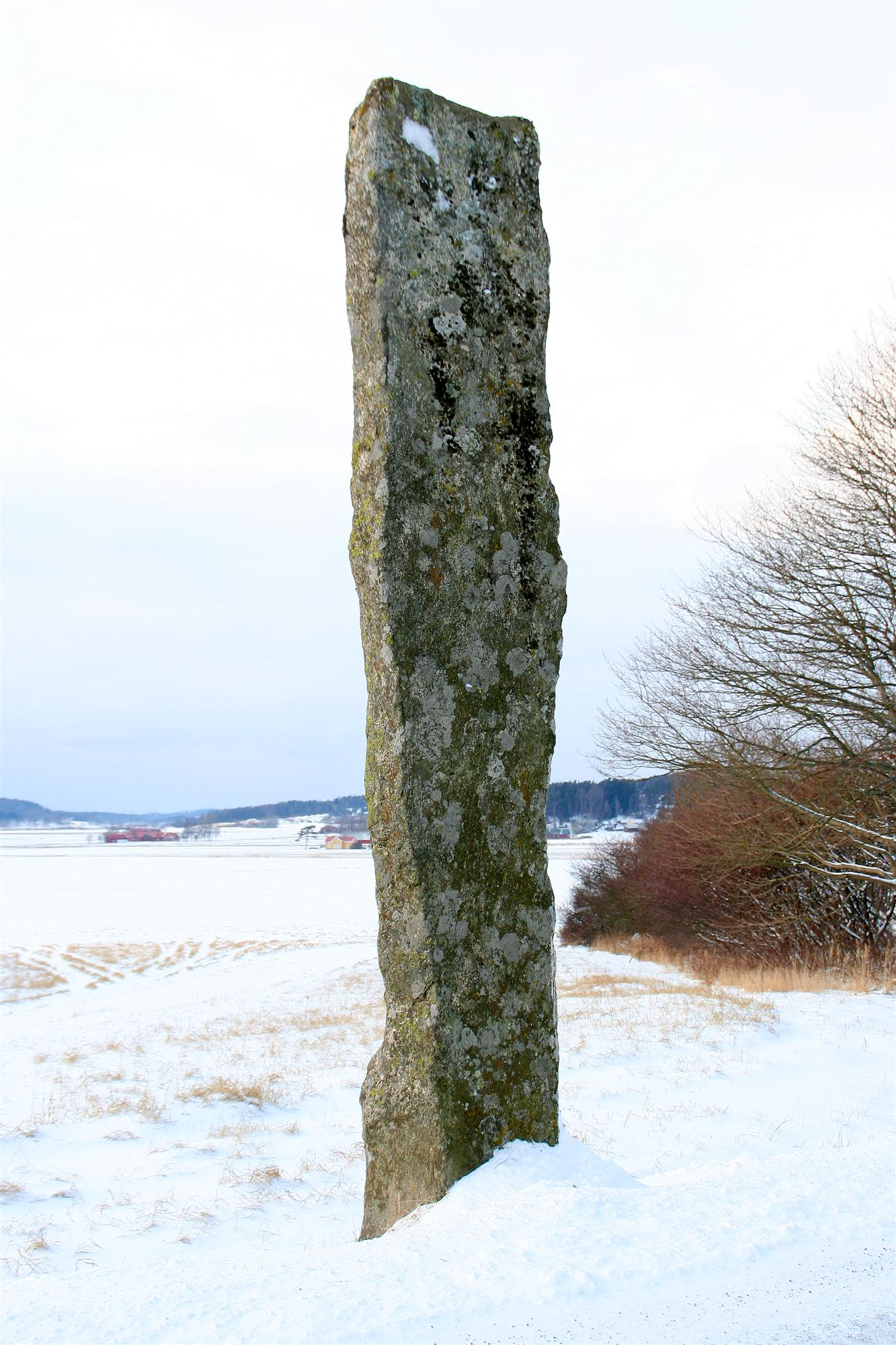
Der beinahe 5,0 m hohe Menhir Frodestenen – benannt nach Freyr bzw. Kung Frode

Das Gräberfeld von Li mit 125 Bautasteinen, 24 runden Steinsetzungen, sieben Schiffssetzungen und vier Grabhügeln aus der Eisen- Vendel- und Wikingerzeit; etwa 400–1000 n. Chr. ist das größte und nördlichste Gräberfeld in der südschwedischen Provinz Halland. Es liegt im Raum Göteborg, etwa 10 km südöstlich von Kungsbacka und westlich vom Naturschutzgebiet Fjärås bräcka, einem mächtigen Moränenrücken. Am Rande des Gräberfeldes steht der imposante, nahezu fünf Meter hohe Bautastein Frodestenen, auch Kung Frodes sten (deutsch „König Frodes Stein“) genannt. Bei Stena, westlich des Fjärås Bräcka, stehen über 100 Bautasteine.